# Andrea Fraser
Andrea Fraser, född 1965 i Billings, Montana, är en performancekonstnär som framför allt är känd för sin verksamhet inom institutionell kritik. Hon är verksam vid UCLA School of the Arts and Architecture inom University of California, Los Angeles.